# IC 2635
IC 2635 је двојна звијезда у сазвјежђу Лав која се налази на листи објеката дубоког неба у Индекс каталогу.
Деклинација објекта је + 11° 27' 50" а ректасцензија 11h 13m 29,8s.